# Susy (série littéraire)
Pour les articles homonymes, voir Suzy.
Susy est l’héroïne d'une série danoise de vingt romans pour la jeunesse créée par Gretha Stevns, parue au Danemark de 1943 à 1964 aux éditions Barfods, illustrée par Mette Brahm Lauritsen.
En France, la série a été publiée de 1957 à 1977 aux éditions G. P. dans la collection « Rouge et Or » (série Dauphine) ; elle a également paru dans sa propre revue, de 1970 à 1974, sous la forme de bande dessinée publiée aux éditions Arédit / Artima. La série, toujours rééditée au Danemark, ne l'est plus en France.
Susy a été traduite en allemand (Susi), espagnol, portugais, suédois et norvégien.

## L'auteur
Marié en 1942 à Grethe Hansen-Stevns, l'auteur, de son vrai nom Daniel Jacob Eilif Mortensen, utilise un pseudonyme féminin inspiré du nom de son épouse pour écrire, dès 1943, deux séries pour filles : Susy et Pernille, parues respectivement de 1943 à 1964 et de 1949 à 1957 au Danemark, qui connaitront le succès dans leur pays d'origine et dans les autres pays scandinaves.

## Résumé
Les aventures de Susy, une intrépide fillette rousse qui vit dans la nature, son père étant conservateur des eaux et forêts.

## Titres parus en France
(liste exhaustive selon l'ordre de parution française) 
- Susy risque-tout (1957) Titre original : Susy Rödtop, 1943 ; Dauphine no 101, traduit par Marguerite Gay et Gerd de Mautort, illustré par Mixi-Bérel, 252 p.

- Susy et Solveig (1958) Titre original : Susy og Solveig, 1943 ; Dauphine no 121, traduit par Marguerite Gay et Gerd de Mautort, illustré par Mixi-Bérel, 252 p.

- Susy et la Petite Bohémienne (1959) Titre original : Susy og zigeunerpigen, 1943 ; Dauphine no 139, traduit par Marguerite Gay et Gerd de Mautort, illustré par Françoise Bertier, 252 p.

- Susy et Cie (1960) Titre original : Susy og co, 1944 ; Dauphine no 160, traduit par Marguerite Gay et Gerd de Mautort, illustré par Françoise Bertier, 252 p.

- Nouvelles Aventures de Susy (1962) Titre original : Susy pâ eventyr, 1945 ; Dauphine no 168, traduit par Marguerite Gay et Gerd de Mautort, illustré par Françoise Bertier, 188 p.

- Susy fait des siennes (1963) Titre original : Susy i knibe, 1945 ; Dauphine no 179, traduit par Marguerite Gay et Gerd de Mautort, illustré par Françoise Bertier, 188 p.

- Susy et le Charbonnier (1964) Titre original : Godt klaret, Susy, 1945 ; Dauphine no 197, traduit par Marguerite Gay et Gerd de Mautort, illustré par Françoise Bertier, 188 p.

- Susy en pension (1965) Titre original : Susy pa egne ben, 1948 ; Dauphine no 210, traduit par Marguerite Gay et Gerd de Mautort, illustré par Françoise Bertier, 188 p.

- Susy sur la glace (1966) Titre original : Susy I fuld fart (Susy à pleine vitesse), 1956 ; Dauphine no 220, traduit par Marguerite Gay et Gerd de Mautort, illustré par Françoise Bertier, 188 p.

- Susy fait du camping (1967) Titre original : Susy boltrer sig, 1957 ; Dauphine no 230, traduit par Marguerite Gay et Gerd de Mautort, illustré par Françoise Bertier, 188 p.

- Susy mène l'enquête (1968) Titre original : Susy pa sporet, 1957 ; Dauphine no 241, traduit par Marguerite Gay et Gerd de Mautort, illustré par Annie Beynel, 188 p.

- Susy l'incorrigible (1969) Titre original : Susy Klarer skaerene, 1958 ; Dauphine no 253, traduit par Marguerite Gay et Gerd de Mautort, illustré par Françoise Bertier, 188 p.

- Susy trouve une piste (1970) Titre original : Susy solstrale, 1959 ; Dauphine no 269, traduit par Marguerite Gay et Gerd de Mautort, illustré par Françoise Bertier, 187 p.

- Susy au secours de Katia (1971) Titre original : Bravo Susy, 1960 ; Dauphine no 284, traduit par Marguerite Gay et Gerd de Mautort, illustré par Françoise Bertier, 188 p.

- Susy détective (1973) Titre original : Susy I højt humør, 1961 ; Dauphine no 298, traduit par Marguerite Gay et Gerd de Mautort, illustré par Françoise Bertier, 186 p.

- Susy en pleine forme (1974) Titre original : Susy i topform, 1963 ; Dauphine no 4327, traduit par Gerd de Mautort, illustré par Romain Simon, 184 p.

- Susy, tambour battant (1975) Titre original : Susy forer an, 1962 ; Dauphine no 4314, traduit par Gerd de Mautort, illustré par Françoise Bertier, 184 p.

- Susy et le Mystère de la chaumière (1975) Titre original : Frisk, Mod, Susy, 1962 ; Dauphine no 4340, traduit par Gerd de Mautort, illustré par Romain Simon, 186 p.

- Susy et la Fille du pêcheur (1976) Titre original : inconnu, date inconnue ; Dauphine no 250, traduit par Gerd de Mautort, illustré par Romain Simon.

- Susy et la Petite Inconnue (1977) Titre original : Susy vover pelsen, 1964 ; Dauphine no 262, traduit par Gerd de Mautort, illustré par Romain Simon, 186 p.